# Viva la Feta
Viva la Feta is een Belgisch televisieprogramma waarin Jani Kazaltzis en Otto-Jan Ham een bekende Vlaming twee dagen lang ontvangen in een villa op het Griekse eiland Sifnos en hem of haar beter leren kennen. Het programma wordt sinds 28 maart 2022 uitgezonden op de zender Play4.
Jani en Otto-Jan weten niet op voorhand wie er te gast zal zijn. Ze krijgen iedere keer een doos toegezonden waarin spullen zitten verpakt die tot de identiteit van de gast kunnen leiden, die ze moeten raden. Elke aflevering eindigt met Otto-Jan die een persoonlijke afscheidsbrief voorleest voor de vertrekkende gast.
In het voorjaar van 2023 werd het tweede seizoen uitgezonden. In het voorjaar van 2025 wordt het derde seizoen uitgezonden.

## Afleveringen

### Seizoen 1
| Afl. | Uitzenddatum  | Gast(e)(n)              | Kijkcijfers |
| ---- | ------------- | ----------------------- | ----------- |
| 1    | 28 maart 2022 | Serine Ayari            | 244.699     |
| 2    | 4 april 2022  | Martien Meiland         | 233.382     |
| 3    | 11 april 2022 | Marlène de Wouters      | 193.808     |
| 4    | 18 april 2022 | Bart De Wever           | 303.295     |
| 5    | 25 april 2022 | Bockie De Repper        | 231.251     |
| 6    | 2 mei 2022    | Barbara Sarafian        | 225.633     |
| 7    | 9 mei 2022    | Marie & Viktor Verhulst | 279.205     |
| 8    | 16 mei 2022   | Reginald Moreels        | 234.020     |

### Seizoen 2
| Afl. | Uitzenddatum  | Gast(e)(n)         | Kijkcijfers |
| ---- | ------------- | ------------------ | ----------- |
| 1    | 13 maart 2023 | Wim Willaert       | 369.681     |
| 2    | 20 maart 2023 | Annelies Verlinden | 398.015     |
| 3    | 27 maart 2023 | Kate Ryan          | 352.075     |
| 4    | 3 april 2023  | Bart Peeters       | 364.907     |
| 5    | 10 april 2023 | Brandon Wen        | 372.727     |
| 6    | 17 april 2023 | Paul De Grande     | 372.650     |
| 7    | 24 april 2023 | Mia Doornaert      | 370.925     |
| 8    | 1 mei 2023    | Niels Destadsbader | 375.277     |

### Seizoen 3
| Afl. | Uitzenddatum  | Gast(e)(n)        | Kijkcijfers |
| ---- | ------------- | ----------------- | ----------- |
| 1    | 23 april 2025 | Average Rob       | 502.924     |
| 2    | 30 april 2025 | Petra De Sutter   | 451.916     |
| 3    | 7 mei 2025    | Henk Schiffmacher | 334.573     |
| 4    | 14 mei 2025   | Regula Ysewijn    | 445.825     |
| 5    | 21 mei 2025   | Jens Dendoncker   | 313.083     |
| 6    | 28 mei 2025   | Giel Foubert      | 554.416     |
| 7    | 4 juni 2025   | Davina Simons     | 524.666     |
| 8    | 11 juni 2025  | Ellen Callebout   | 293.642     |